# Richard Cœur de Lion
Pour les articles homonymes, voir Richard Cœur de Lion (homonymie), Cœur de Lion, Cœur et Richard Ier.
Richard Ier dit Cœur de Lion (8 septembre 1157, palais de Beaumont à Oxford – 6 avril 1199, château de Châlus-Chabrol) est roi d'Angleterre, duc de Normandie, duc d'Aquitaine, comte de Poitiers, comte du Maine et comte d'Anjou de 1189 à sa mort en 1199.
Fils d’Henri II et d’Aliénor d'Aquitaine, élevé en Angleterre et en Anjou, Richard réside plus tard dans le duché d'Aquitaine. Il est solennellement proclamé comte de Poitiers et duc d’Aquitaine en juin 1172, à l'âge de quatorze ans. Après la mort de son frère aîné Henri le Jeune en 1183, il devient héritier présomptif de la couronne d’Angleterre, mais aussi de l’Anjou, de la Normandie et du Maine. Pendant son règne, qui dure dix ans, il ne séjourne pas plus d'une année dans le royaume d’Angleterre et n'apprendra jamais l'anglais. Il parle le français d'oïl de son père et pratique la langue d'oc de sa mère. Il utilise toutes ses ressources pour partir à la troisième croisade, et s'illustre en Terre sainte par de retentissantes victoires contre Saladin. Il défend ensuite ses territoires français contre le roi de France, Philippe Auguste, avec lequel il avait pourtant pris la croix quelques années auparavant.
Les Anglais l’appellent Richard I ou Richard the Lionheart ; les Français Richard Cœur de Lion ; dans les régions occitanes, il est surnommé Oc e No ; et les Sarrasins l'appellent Melek-Ric ou Malek al-Inklitar (roi d'Angleterre). En son temps, il est considéré comme un héros, et souvent décrit comme tel dans la littérature. Poète, on connaît de lui deux compositions en occitan mais aussi en langue d'oïl. Sa vie a inspiré de nombreux récits légendaires et fabuleux.

## Biographie

### Famille et enfance
Richard naît le 8 septembre 1157, probablement au palais de Beaumont à Oxford en Angleterre,. Il est confié à une nourrice du nom de Hodierna. Troisième fils d’Henri II d'Angleterre et d'Aliénor d'Aquitaine, Richard n’est pas destiné à succéder à son père. On ne sait rien de son éducation. Richard passe ses premières années en Angleterre, auprès de sa mère. Début mai 1165, Henri II, qui séjourne en Normandie, fait venir à Rouen Aliénor et Richard. Aliénor s'installe ensuite à Angers avec ses enfants. En 1168, conformément à la coutume, qui veut que le deuxième fils hérite du patrimoine maternel, Richard est désigné, à la demande d'Aliénor dont il semble avoir été le fils préféré, comme héritier du duché d'Aquitaine avec le titre de comte de Poitiers. C'est Aliénor qui lui dispense, pendant les cinq années suivantes sa vraie formation dans l'art de gouverner les hommes. Le jeune Richard grandit à Poitiers dans une atmosphère de poésie courtoise, s'exerce à l'équitation, au maniement des armes et à la chasse.

### Fiançailles avec Aélis de France
Le 6 février 1169, lors de la rencontre de Montmirail, Richard prête hommage au roi de France pour l'Aquitaine et il est fiancé à Aélis de France, fille du roi Louis VII le Jeune,. Henri II la fait venir à sa cour de manière à pouvoir prendre possession des terres constituant sa dot : le comté d'Aumale et le comté d'Eu. Par le traité de Montlouis en 1174, Henri II renouvelle la promesse du mariage. Mais, selon une rumeur de Giraud de Barri, peu après la mort de sa maitresse Rosemonde Clifford, en 1176, Henri II l'aurait remplacée dans son lit par la jeune Aélis de France, âgée de seize ans, et aurait retardé le mariage. En 1177, le pape Alexandre III intervient pour le sommer, sous peine d'excommunication, de procéder au mariage convenu. Le Berry devait être la dot de l'épousée. Henri renouvelle sa promesse en décembre 1183 puis à l'époque du Carême de 1186, mais ne la tient toujours pas. Entretemps, Aélis aurait donné la vie à un fils, la rumeur voulant qu'il soit l'enfant d'Henri II. Après la mort d'Henri II le 6 juillet 1189, Richard fait venir Aélis à Rouen en février 1190. Mais en 1191, en Sicile peu de temps avant l'arrivée de Bérangère, il avertit le roi de France Philippe Auguste qu'il ne saurait prendre sa sœur comme femme à cause du déshonneur dont il l'accuse. Roger de Howden, historien sérieux peu enclin aux ragots, rapporte les propos de Richard : « Je ne rejette pas ta sœur ; mais il m'est impossible de l'épouser, car mon père a couché avec elle et a engendré d'elle un fils. »

### Duc d'Aquitaine et comte de Poitou
Le 14 juin 1170, son frère Henri le Jeune est couronné roi d’Angleterre du vivant de son père. Il est ainsi dénommé pour le différencier de son père, puisqu’il ne règne pas encore. En septembre 1170, Henri II tombe gravement malade et procède alors à une « donation-partage » entérinant les dispositions antérieures. Richard reçoit l'Aquitaine. En 1171, Aliénor et Richard parcourent l'Aquitaine, où lors d'une « tournée de réconciliation » ils annulent les confiscations et les sanctions établies par Henri II. Ils posent la première pierre du monastère Saint-Augustin de Limoges. Richard est solennellement investi du comté de Poitou et proclamé duc d'Aquitaine en juin 1172, lors de deux cérémonies d'investiture à Saint-Hilaire de Poitiers, puis peu après, en l'abbaye Saint-Martial de Limoges. Richard reçoit à Poitiers des mains de l'archevêque de Bordeaux et de l'évêque de Poitiers la lance et la bannière, symboles du pouvoir ducal, puis à Limoges l'anneau sacré de sainte Valérie, patronne de l'Aquitaine. Geoffroy de Vigeois note dans sa chronique : « Le roi Henri a transmis à Richard, par la volonté de sa mère Aliénor, le duché d'Aquitaine ». Henri II continue toutefois à porter le titre de duc d'Aquitaine jusqu'à la fin de son règne, et du vivant de son père on désigne Richard sous le titre de comte de Poitou.

### Révolte de 1173-1174

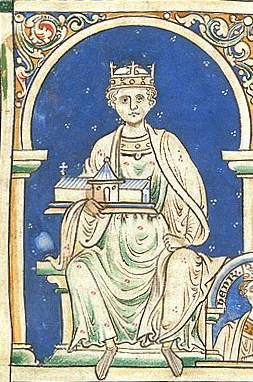
Miniature du XIIIe siècle représentant.

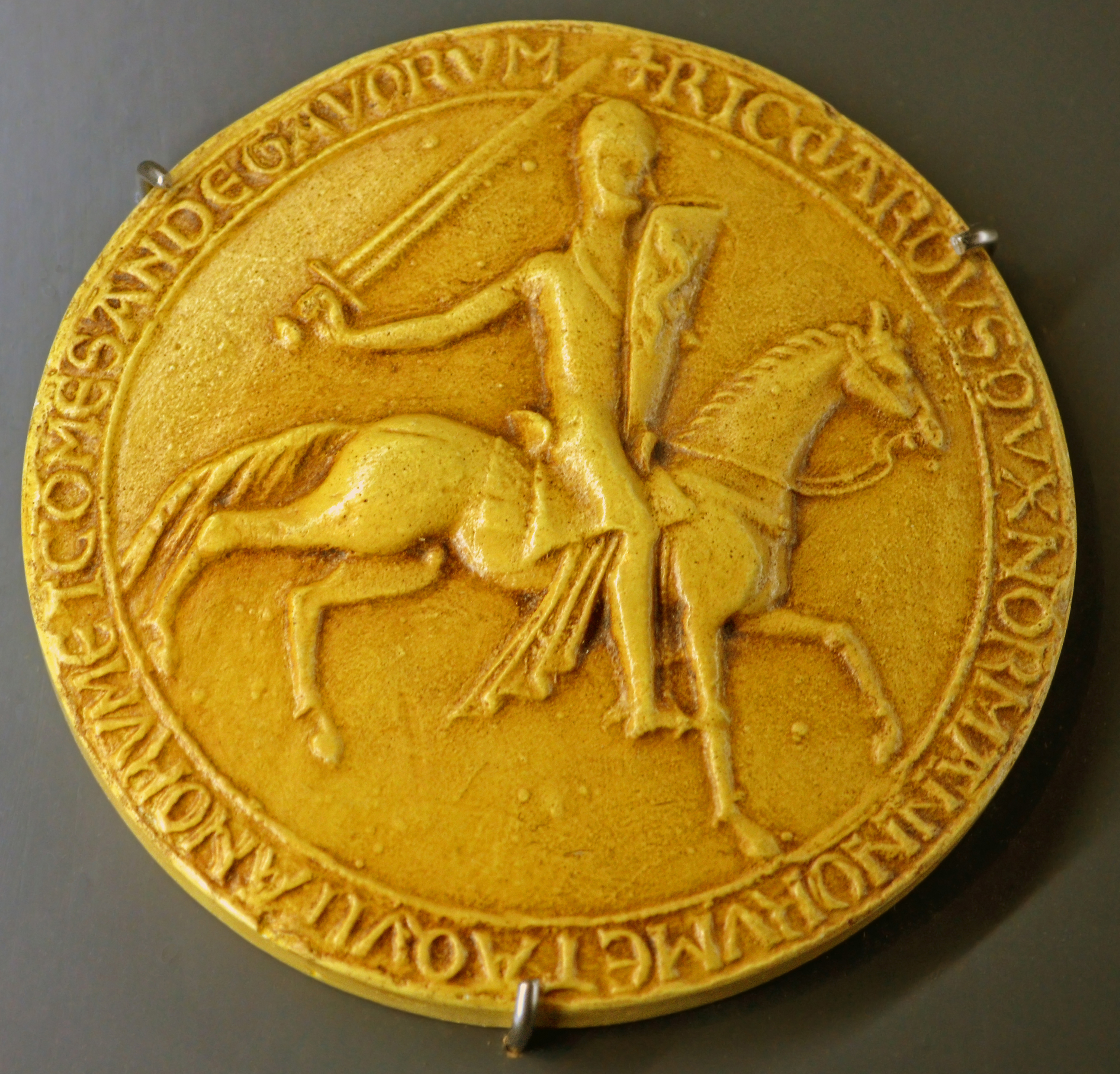
Contre-sceau équestre du roi Richard (1195).

Le 8 mars 1173, Henri le Jeune se révolte contre son père, le roi Henri II, et s'enfuit à la cour de son beau-père, le roi de France. Il est soutenu par ses frères Richard et Geoffroy II de Bretagne, ainsi que par les principaux barons du Poitou et de l’Aquitaine. Déjà dotés de fiefs par leur père, les fils d’Henri II espèrent le remplacer effectivement au pouvoir, poussés en cela par leur mère, Aliénor d'Aquitaine. Elle incite Richard à rejoindre le roi de France à Paris où il est fait chevalier (adoubé) par ce dernier. Avec l’appui du comte Philippe de Flandre, les fils d’Henri II lancent une offensive en Normandie en juin 1173. Le roi d’Angleterre réagit promptement et reprend une à une les forteresses normandes. En novembre 1173, Aliénor est reconnue et arrêtée , alors qu'elle s'enfuit vers la cour de France et elle est livrée à son mari. Elle est tout d'abord placée sous bonne garde au château de Chinon, prélude à une captivité de plus de quinze ans en Angleterre, en résidence très surveillée dans la tour Old Sarum (Salisbury), et dans divers autres châteaux, « par crainte d'une nouvelle conspiration », indique Geoffroy de Vigeois. Richard continue seul la lutte en Aquitaine. Le 8 septembre 1174, une trêve est conclue, à Gisors, entre les deux rois. Mais à cette date, contrairement à ses frères, Richard résiste encore en Poitou,. Henri II gagne ensuite le Poitou avec une armée composée de mercenaires brabançons. Assiégé à Saintes, puis retranché au château de Taillebourg, Richard est contraint de se rendre ; il implore le pardon de son père, à Poitiers, le 23 septembre 1174,,. Ses deux frères l’imitent quelques jours plus tard, rétablissant la paix entre Henri II et ses fils.

### Pacification de l'Aquitaine
Le 30 septembre 1174, la paix est signée à Montlouis, en terre angevine, entre Henri II et ses fils. Richard reçoit deux « domaines convenables », des châteaux non fortifiées dans le Poitou, et perçoit la moitié des revenus du comté,,. En janvier 1175, il part, au nom d'Henri II, « pacifier » l'Aquitaine révoltée, semblant agir comme simple mandataire de son père dans son propre duché. En 1175, Richard reprend tour à tour Agen, Aixe, puis Limoges. Les rebelles sont défaits par les troupes de Richard et sévèrement châtiés. Tandis que son frère aîné s'illustre dans les tournois, Richard gagne lors de ces combats le surnom de « Cœur de Lion » que l'Histoire lui conservera. En 1176, Henri le Jeune et Richard escortent leur sœur Jeanne jusqu’à Saint-Gilles-du-Gard, où elle rejoint son futur époux, le roi Guillaume II de Sicile. Au début de l’année 1177, Richard lance une nouvelle expédition destinée à sécuriser les chemins de Saint-Jacques-de-Compostelle ; il s’empare successivement de Dax et de Bayonne. Il rentre ensuite à Poitiers et renvoie les mercenaires brabançons que lui avait confiés son père,. À la fin de l'année 1177, Richard est à la cour de son père Henri II à Angers, en compagnie de ses frères. En 1179, lors d'une nouvelle campagne destinée à châtier les seigneurs rebelles Geoffroy IV de Rancon et Vulgrin d'Angoulême, Richard s'empare en trois jours du château de Taillebourg, une forteresse jugée imprenable. En novembre 1179, il assiste au couronnement du roi Philippe II de France à Reims ; il lui rend également hommage pour le duché d'Aquitaine.
En 1182-1183, Richard poursuit la lutte contre les barons rebelles, et doit faire face à une coalition armée par les seigneurs de Limoges, Angoulême, Ventadour et Turenne bientôt ralliés par le comte de Périgord. Richard ravage alors le Limousin et fait montre d'une brutalité envers les barons révoltés dont quelques chroniqueurs se sont fait l'écho. Roger de Hoveden, dans une première version, retouchée après l'avènement de Richard sur le trône d'Angleterre, relate ainsi : « Car il enlevait de force les épouses, les filles et les parentes des hommes libres, et il en faisait ses concubines; et lorsqu'il avait éteint en elles ses ardeurs libidineuses, il les livrait à ses milites en guise de courtisanes. » Cette brutalité sert bientôt de prétexte à Henri le Jeune, jaloux de l'autonomie de son cadet, pour soutenir les seigneurs aquitains dans leur révolte. Lorsqu'Henri II, pour apaiser son aîné, tente de lui obtenir l'hommage de ses frères, Richard s'y refuse catégoriquement à moins que l'Aquitaine, provenant de sa mère, ne lui soit reconnue « en pleine légitimité. » Henri le Jeune s'y oppose et les luttes reprennent, envenimées par le nouveau roi de France, Philippe Auguste, ravi d'y voir l'opportunité de diviser le camp de ses adversaires. Richard, en grande difficulté et menacé en Aquitaine doit bientôt faire appel à son père qui a des raisons de craindre pour sa vie. Mais Henri le Jeune est bientôt à court d'argent, malgré les mercenaires envoyés par son beau-frère Philippe Auguste. En juin 1183, Henri le jeune, pressé par les troupes de son père et de Richard, tombe gravement malade.

### Héritier de l'Empire Plantagenêt

L'Empire Plantagenêt (en rouge) vers 1180.

La mort d'Henri le Jeune, le 11 juin 1183, à Martel, met fin à la rébellion. Richard devient l'héritier désigné mais est peu désireux d'endosser le rôle de roi présomptif privé de tout pouvoir et n'envisage absolument pas de renoncer à « son » Aquitaine. Or il est bien dans les projets d'Henri II de l'en évincer au profit de Jean. Henri convoque ses deux fils, le 29 septembre 1183, en Normandie. Richard refuse ce remaniement et regagne le Poitou prêt à défendre son héritage maternel. Ses frères Geoffroy et Jean s'allient alors contre lui et engagent des mercenaires et commencent à ravager le Poitou. Richard engage un chef routier (mercenaire), le fidèle Mercadier. 1184 voit la reprise des hostilités entre les fils. Henri les convoque alors en Angleterre, à l'automne 1184 et les réconcilie avant Noël. Aliénor, présente à Westminster à la demande de son mari, tient un rôle manifeste dans leur réconciliation et l'accord de paix qui en découle. La paix ne dure guère car peu après Noël Richard reprend aussitôt les armes contre son frère Geoffroy. Henri fait alors venir Aliénor en Normandie, la rétablit (en apparence) dans ses États et exige de Richard qu'il remette l'Aquitaine à sa mère. Roger de Hoveden (Gesta regis Henrici) raconte l'événement : « …celui-ci- (le roi) ordonna de sommer son fils Richard de rendre sans délai à sa mère la reine Aliénor tout le Poitou et ce qui en dépend, parce que c'était son héritage… Lorsqu'il prit connaissance du message de son père, Richard acquiesça aux sages conseils de ses amis : il déposa les armes et revint à son père en toute docilité… ». Plusieurs chartes ratifient un accord qui ne tient cependant pas longtemps. Geoffroy, probablement poussé par le roi de France, persiste à réclamer une partie de l'Anjou, ce qui ferait de lui presque l'égal de Richard. Geoffroy meurt brutalement en août 1186, des suites de blessures reçues lors d'un tournoi. En mai 1187 les escarmouches reprennent avec le roi de France.

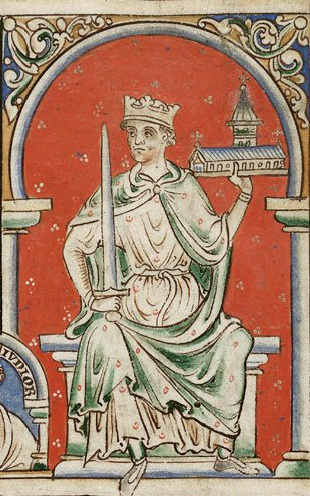
Richard Ier, roi d'Angleterre. Miniature du XIIIe siècle.

Philippe Auguste soutient alors le comte Raymond de Toulouse, avec lequel Richard est en conflit. En juillet 1188, Richard capture le chevalier français Guillaume II des Barres. En novembre, une entrevue est organisée en Normandie entre le roi d’Angleterre et le roi de France. Richard est du côté du roi de France, avec lequel il s’est soudainement réconcilié. Il prononce l’hommage lige au roi Philippe Auguste pour l’ensemble de ses domaines français, ce qui correspond à une déclaration de guerre à son père Henri II. Richard passe ensuite les festivités de Noël à Paris en compagnie de Philippe. Richard s’oppose à son père parce qu'il lui reproche d'avoir fait de la princesse Aélis, avec laquelle il devait se marier, sa maîtresse. Henri, voulant éviter un incident diplomatique, ne confesse pas son erreur de conduite. Richard, décidé à se rendre en Terre sainte, demande également à son père de laisser son frère Jean partir avec lui ; il craint en effet qu’Henri ne profite de son absence pour faire couronner son fils cadet à sa place. La guerre reprend au printemps 1189 et une nouvelle entrevue est fixée entre les deux rois, cette fois à Colombiers. Aucun accord n’est trouvé et Henri II se retire finalement à Chinon où il meurt le 6 juillet.

### Accession au trône d’Angleterre

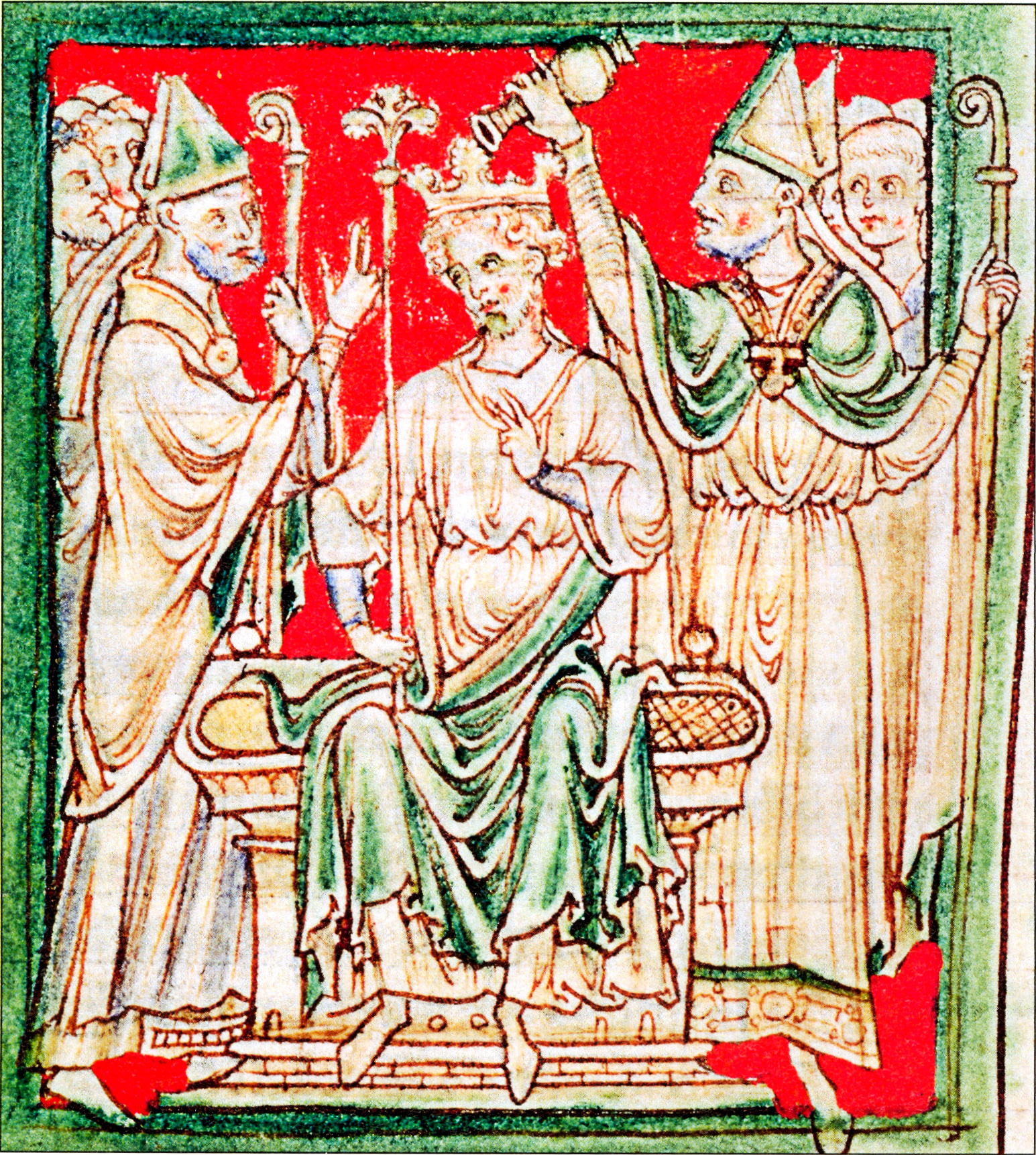
Le couronnement de Richard à Westminster. Miniature du XIIIe siècle.

Après avoir assisté aux funérailles de son père à Fontevraud, Richard gagne la Normandie où il reçoit l’épée ducale en présence de l’archevêque Gautier. Il confie à son frère Jean le comté de Mortain ainsi que des possessions en Angleterre. Il reçoit également le roi Philippe Auguste, qui lui réclame, sans succès, le château de Gisors. Richard s’embarque peu après pour l’Angleterre à Barfleur, en compagnie de son frère Jean, et débarque à Portsmouth. Il retrouve sa mère Aliénor, libérée au préalable par Guillaume le Maréchal, et se rend à Westminster où il doit être couronné. D’après le chroniqueur Benoît de Peterborough, « le royaume tout entier se réjouit de l’arrivée du duc ». Richard est couronné roi d’Angleterre le 3 septembre 1189 en l’abbaye de Westminster, des mains de l’archevêque de Cantorbéry, Baudouin de Forde. Les premières mesures du roi sont consacrées à la préparation de son expédition en Terre sainte.

### La troisième croisade

#### Préparatifs

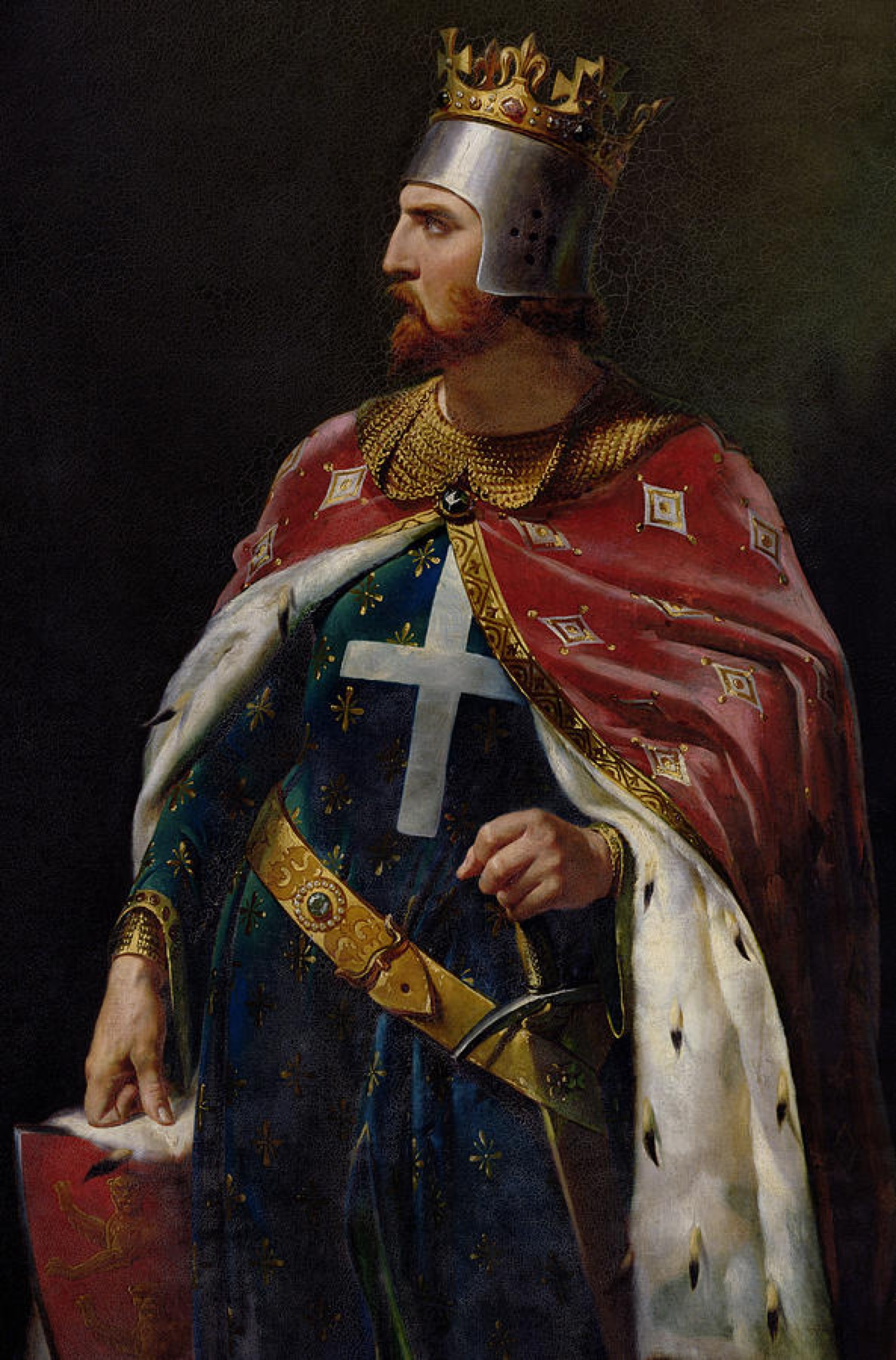
Richard Cœur de Lion représenté en croisé par Merry-Joseph Blondel, château de Versailles.

Peu après son accession au trône, Richard désigne sa mère Aliénor comme régente en son absence. Pour gouverner avec elle en Angleterre, il lui associe en une sorte de « conseil de régence », Hugues du Puiset, évêque de Durham, et surtout, après la mort de Guillaume de Mandeville, Guillaume de Longchamp, évêque d'Ely, son chancelier et grand justicier du royaume,,,. Afin de lever des fonds pour la croisade, il recourt à la vente massive d'offices. Le chroniqueur Benoît de Peterborough note amèrement que « tout lui était vendable, aussi bien puissance, domination, comtés, vicomtés, châteaux, villes, butins et autres choses semblables ». Grâce au produit de ces ventes, Richard acquiert un immense trésor en argent. Richard est cependant accusé de faire peu pour l’Angleterre, qu'il semble considérer uniquement comme source de revenus pour financer son expédition en Terre sainte : il augmente les taxes et dépense la majeure partie du trésor de son père. Il rassemble et emprunte autant d’argent qu’il le peut, libérant par exemple le roi d’Écosse Guillaume le Lion de son hommage en échange de dix mille marcs d'esterlins, et vendant nombre de charges officielles et autres droits sur des terres. Par ailleurs, c’est grâce aux réformes importantes de son père en matière de législation et de justice qu’il lui sera possible de quitter l’Angleterre pour une longue période.
Richard craint que Philippe Auguste n’usurpe ses territoires en son absence. Le roi de France a les mêmes craintes vis-à-vis de son rival anglais, aussi les deux rois partent ensemble pour la Palestine. Ils s'engagent à défendre les territoires l'un de l'autre pendant qu'ils seront à la croisade. Richard gagne Douvres et débarque en France en décembre 1189. Il est reçu à Calais par le comte Philippe de Flandre, et apprend peu de temps après la mort sans héritier de son beau-frère Guillaume II de Sicile. Richard rencontre à nouveau le roi de France au gué de Saint-Rémy-sur-Avre, pour arrêter les détails de l'expédition. Ils se jurent une alliance mutuelle, et s'engagent avec leurs vassaux respectifs à ne pas mener d'hostilités pendant la durée de leur pèlerinage. Le départ des croisés a lieu le 4 juillet à Vézelay, à l'issue d'une cérémonie solennelle.
Le 7 août 1190, Richard s'embarque à Marseille pour la troisième croisade ; sa flotte est confiée à Robert de Sablé, vassal du comté du Maine et futur grand maître de l'ordre du Temple. En Angleterre les relations de Guillaume Longchamp avec les frères de Richard, Jean et Geoffroy sont cependant difficiles,.
Au cours de l'été 1190, tandis que Philippe Auguste gagne directement Messine où il débarque le 14 septembre, Richard rejoint la Sicile en longeant par bateau la côte italienne : il fait étape à Nice, Savone, Gênes, Pise, Ostie puis Salerne,. À Mileto, accompagné d'un seul chevalier, il s'empare d'un oiseau de proie appartenant à un villageois ; il est aussitôt attaqué par tous les habitants du village et doit utiliser son épée pour pouvoir leur échapper. Il atteint finalement Messine en grande pompe le 3 septembre. Son arrivée contraste avec le débarquement plus modeste de Philippe.

#### Passage de la croisade par la Sicile

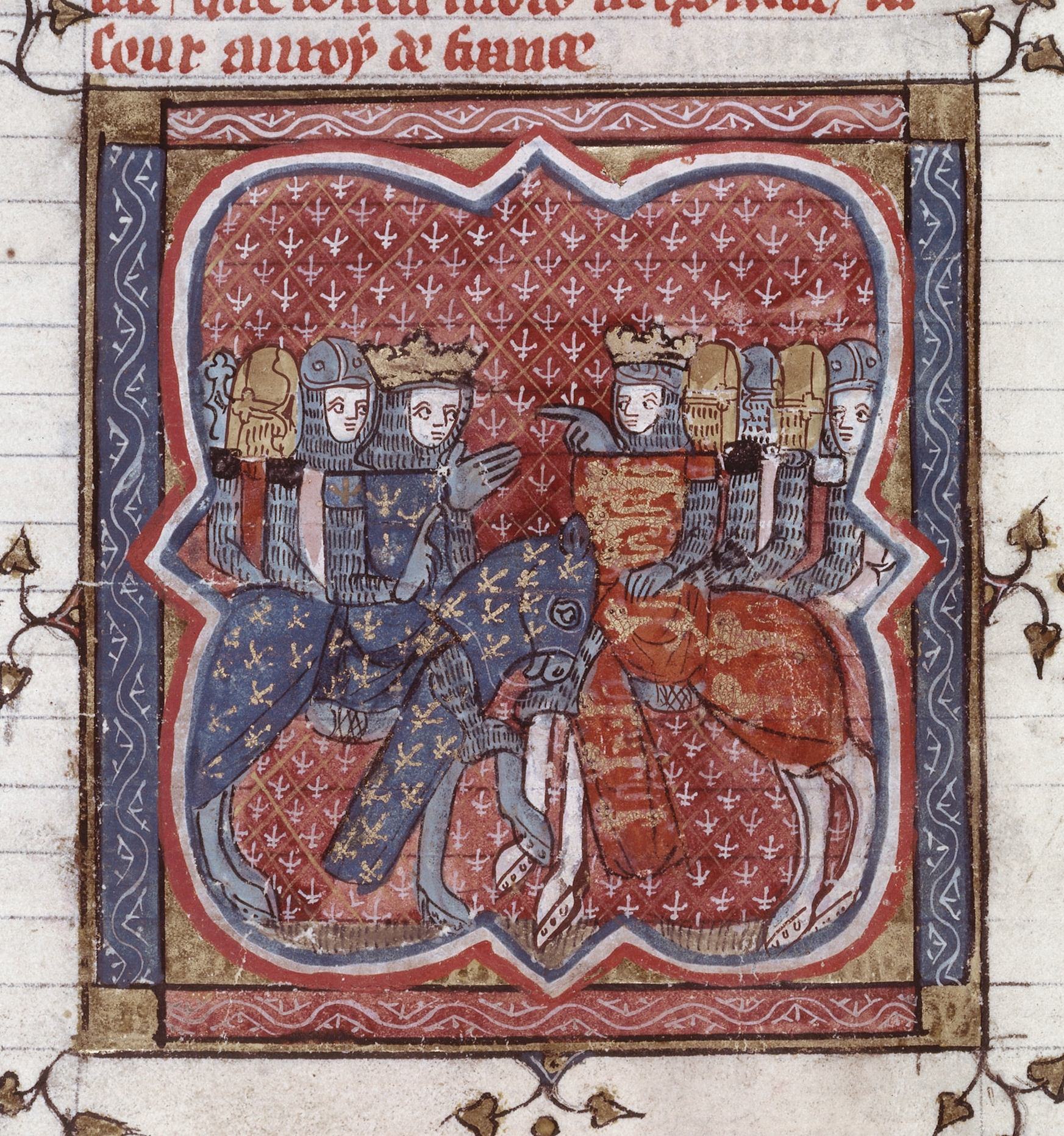
Rencontre de Philippe Auguste et Richard Cœur de Lion. Miniature du XIVe siècle issue de Guillaume de Tyr, Les Histoires d'Outremer.

Les vents contraires empêchent les deux rois de gagner la Terre sainte ; Richard et Philippe sont contraints de passer l’hiver en Sicile. Le royaume normand de Sicile traverse une grave crise de succession depuis la mort du roi Guillaume II de Sicile en novembre 1189 sans héritier direct. Le pape Clément III, hostile aux Hohenstaufen, favorise l'accession au trône d'un cousin du roi, Tancrède de Lecce, aux dépens de l'héritière désignée, Constance de Hauteville, femme de l'empereur Henri VI. Couronné roi de Sicile en janvier 1190, Tancrède est soutenu par la majeure partie des barons de Sicile et d’Apulie, qui refusent d’être gouvernés par un souverain allemand.
Lors de son accession au trône, Tancrède a emprisonné la reine Jeanne, veuve de Guillaume et sœur de Richard, et lui a confisqué les biens dont elle a hérité du roi de Sicile. Dès son arrivée, Richard réclame la libération de sa sœur et la remise de son douaire. Pendant ce temps, la présence des deux armées étrangères cause des troubles parmi la population de Messine, exaspérée par le comportement des soldats. Grecs, musulmans et Lombards sont agacés par l’attitude des croisés, qui agissent en Sicile comme en terrain conquis.
Le 2 octobre, Richard occupe le monastère de Saint-Sauveur afin de faire pression sur Tancrède ; des rixes éclatent peu après entre les soldats anglais et la population de Messine. En représailles à l’attaque d’un campement aquitain par les habitants de la ville, Richard prend Messine d'assaut le 4 octobre 1190. Il ordonne l’érection d’un château sur les hauteurs de la ville, qu’il nomme « Mate-Grifons ». La ville est ensuite remise aux Templiers et Hospitaliers. Un accord est rapidement trouvé avec Tancrède et un traité de paix est ratifié en novembre. Selon ce traité, la reine Jeanne reçoit vingt mille onces d’or en dédommagement de son douaire ; Richard reçoit une somme équivalente et un mariage est projeté entre son neveu Arthur et la fille de Tancrède ; Arthur de Bretagne est par ailleurs proclamé héritier de Richard si le roi meurt sans descendance. Le traité ébranle les relations entre l’Angleterre et le Saint-Empire et provoque la révolte de Jean sans Terre, qui espère être proclamé héritier à la place de son neveu. En mars 1191, Richard et Philippe signent un nouveau traité d'alliance, autorisant Richard à épouser Bérengère de Navarre à la place d'Aélis contre le versement de dix mille marcs d'argent. Lors de son séjour en Sicile, Richard rend également visite au moine Joachim de Flore, qui prophétise la déroute des infidèles en Terre sainte.

#### Conquête de Chypre
L'armée de Richard, forte de 200 navires et 17 000 soldats, prend la mer le 10 avril 1191. Richard s'arrête sur l’île byzantine de Rhodes pour éviter une tempête. Il la quitte en mai mais une nouvelle tempête amène sa flotte à Chypre, où trois de ses navires s'échouent. L'attitude hostile du prince Isaac Doukas Comnène provoque, le 6 mai 1191, le débarquement de la flotte de Richard dans le port de Limassol, qui est prise d'assaut. Le 12 mai, Richard y célèbre son mariage avec Bérengère de Navarre. La sœur de Richard, Jeanne, l’a suivi depuis la Sicile et assiste à la cérémonie. Le mariage ne produit pas d’héritier et les opinions divergent sur l’entente entre les époux. Bérengère sera la seule reine d'Angleterre à ne jamais mettre le pied sur cette terre.
Après une vaine tentative de pourparlers avec Isaac, Richard entreprend la conquête de l'île. Il est renforcé par un contigent en provenance de Saint-Jean-d'Acre mené par Guy de Lusignan. Les quelques Latins de l’île se joignent à lui ainsi que les Grecs, révoltés par les sept années du joug tyrannique d’Isaac. Après avoir été défait à Kolossi (à l'ouest de Limassol), Isaac réorganise sa défense à Trémithoussia, sur la route menant à la capitale Nicosie, où se livre une bataille décisive le 21 mai 1191. Nicosie est prise mais Isaac poursuit la résistance. Une armée commandée par Guy de Lusignan prend alors le port de Cérines et capture la femme et la fille d'Isaac. Ce dernier capitule et se rend à Richard, qui devient le nouveau maître de Chypre. Le butin est considérable. Richard installe des garnisons latines et impose un lourd tribut aux Grecs en échange du maintien de leurs coutumes.
Avant son départ pour Saint-Jean-d'Acre, Richard confie l'île de Chypre à ses lieutenants Richard de Canville et Robert de Thurnham. Les deux hommes sont chargés d'acheminer du blé, de l'orge et des bestiaux en Syrie pour soutenir l'armée croisée. Mais, peu après le départ du roi, les habitants de Chypre se soulèvent et proclament leur indépendance. Richard décide de vendre l'île à son ami Robert de Sablé, le grand-maître de l'ordre du Temple, pour cent mille besants d'or. Les Templiers y installent pendant quelques années leur première base en Orient avant de la vendre à Guy de Lusignan.
La rapide conquête de Chypre, mettant en évidence de réelles capacités stratégiques, rehausse le prestige de Richard aux yeux de ses contemporains. Elle a aussi un impact très important sur l'Orient latin. D'un côté, l'île, pleine de ressources, devient un centre de ravitaillement assuré pour la Terre sainte et une escale sûre pour les armadas italiennes. D'un autre côté, elle participe au déclin de l'Orient latin en attirant les colons européens et barons syriens.

#### Reconquête de la Terre sainte

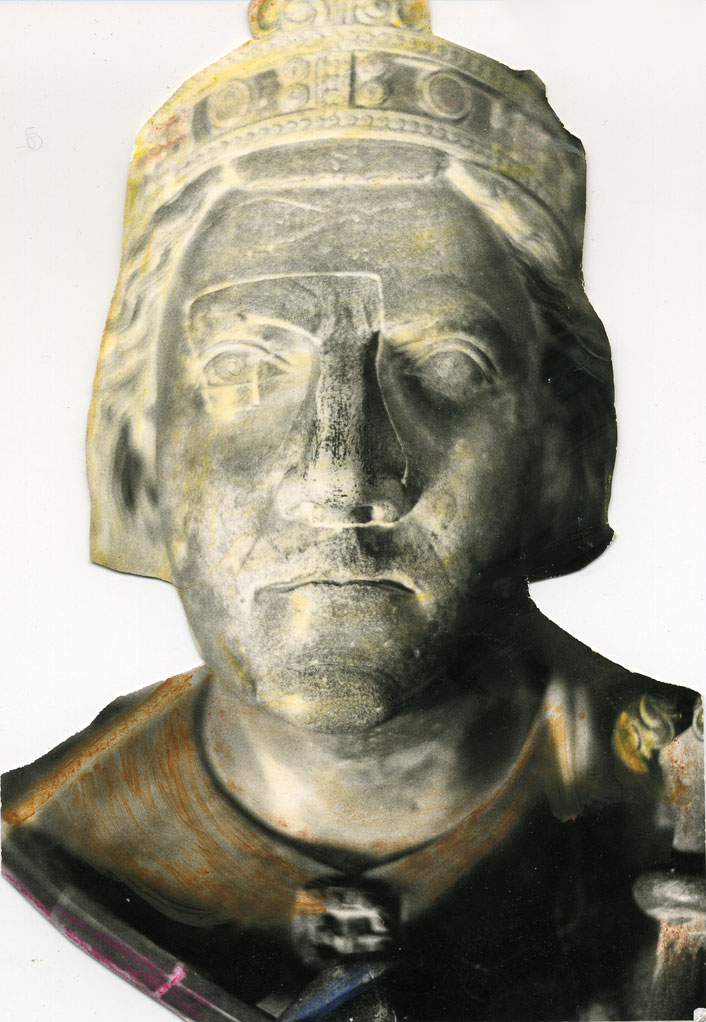
Un des deux gisants de Richard Cœur de Lion : celui de la cathédrale de Rouen (XIIIe siècle).

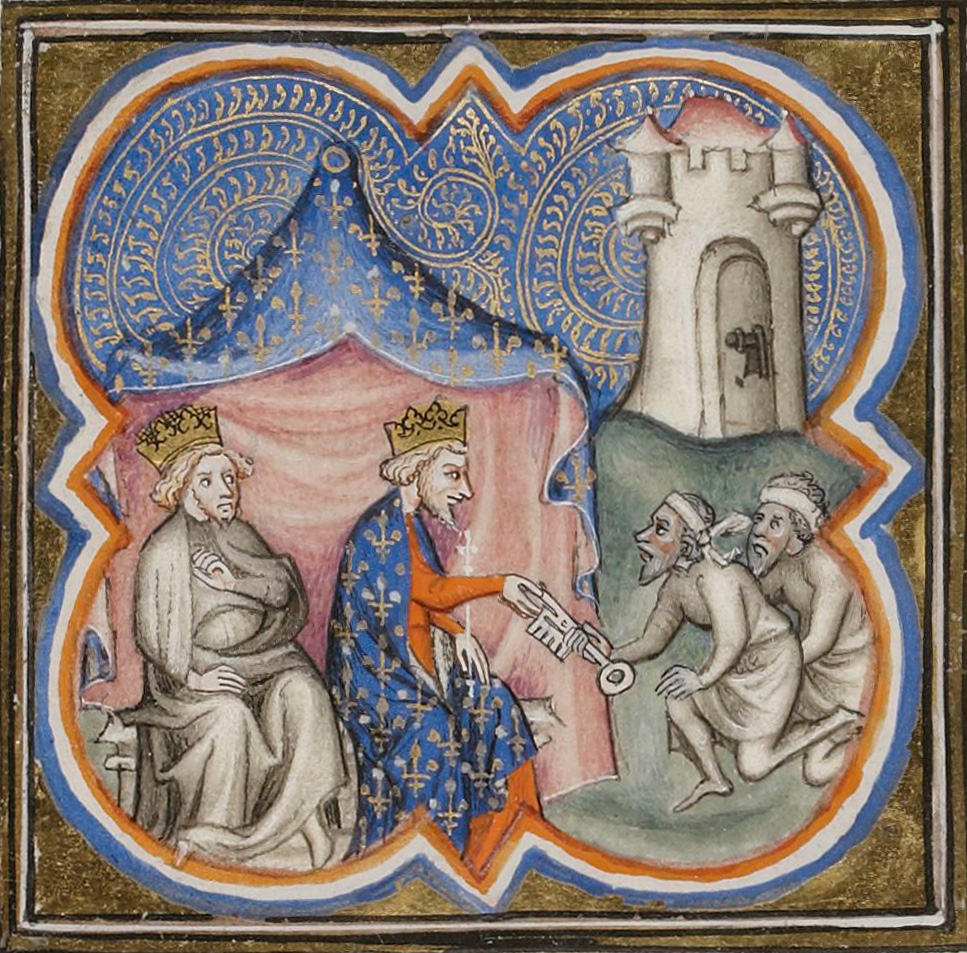
Richard et Philippe recevant les clés de Saint-Jean-d'Acre durant la troisième croisade. Enluminure issue des Grandes Chroniques de France de (ca. 1370-1379), BnF, département des manuscrits.

Richard débarque à Saint-Jean-d'Acre en juin 1191, deux mois après Philippe Auguste. La ville, assiégée depuis deux ans par les Francs, eux-mêmes encerclés par l'armée de Saladin, commence à être à bout. L'arrivée du roi Richard, à la fois fabuleux combattant et tacticien, contribue de façon décisive à la prise de Saint-Jean-d'Acre en juillet 1191. Dans la querelle de succession qui oppose Guy de Lusignan à Conrad de Montferrat, Richard se range du côté de Guy, son vassal en Poitou. Les rois croisés parviennent à un accord selon lequel Guy conserve la couronne de Jérusalem jusqu'à sa mort, après quoi celle-ci sera confiée à la descendance de Conrad et d'Isabelle de Jérusalem. Le 31 juillet, le roi de France accompagne Conrad à Tyr puis s'embarque pour Brindisi, laissant en Terre sainte un contigent mené par le duc Hugues de Bourgogne. Richard prend dès lors le commandement de l'armée franco-anglaise. Le 20 août, Richard s'illustre sombrement en exécutant 2 700 prisonniers musulmans, avec femmes et enfants, en raison du retard pris par Saladin pour satisfaire les termes de la capitulation de Saint-Jean-d'Acre : la remise de la Vraie Croix, la libération de 1 500 prisonniers chrétiens et le paiement de la rançon convenue. À la suite de cette exécution de masse le conflit entre chrétiens et musulmans se durcit et « l'on se massacre avec un entrain accru », comme le souligne le chroniqueur arabe Bahâ ad-Dîn. Richard se lance alors dans la conquête du littoral palestinien.
Harcelé par les troupes de Saladin sur son flanc droit, mais protégé par la flotte croisée sur son flanc gauche, Richard dirige son armée vers le sud le long du littoral. Les croisés ne tombent pas dans le piège de la poursuite et restent solidement groupés. Cependant, Saladin, ayant reçu des renforts turcomans, engage la bataille d'Arsouf le 7 septembre 1191 dans une position stratégique très favorable : les croisés sont encerclés, adossés à la mer. Richard ne perd pas son calme et tente une habile manœuvre d'encerclement pour écraser totalement l'armée adverse. Mais un hospitalier et un chevalier anglais chargent pour la gloire, entraînant avec eux quelques autres chevaliers. Richard doit alors charger avec toute la cavalerie pour éviter une désorganisation potentiellement fatale. Après de durs combats, les croisés remportent la victoire. Celle-ci n'est cependant pas complète ; elle ne conduit qu'à disperser et repousser l'armée ennemie, Richard n'ayant pu réaliser le mouvement tournant qui lui aurait permis une victoire décisive. Elle renforce néanmoins le moral des croisés, peu après la capture de Saint-Jean-d'Acre, et diminue le prestige de Saladin auprès de ses troupes.

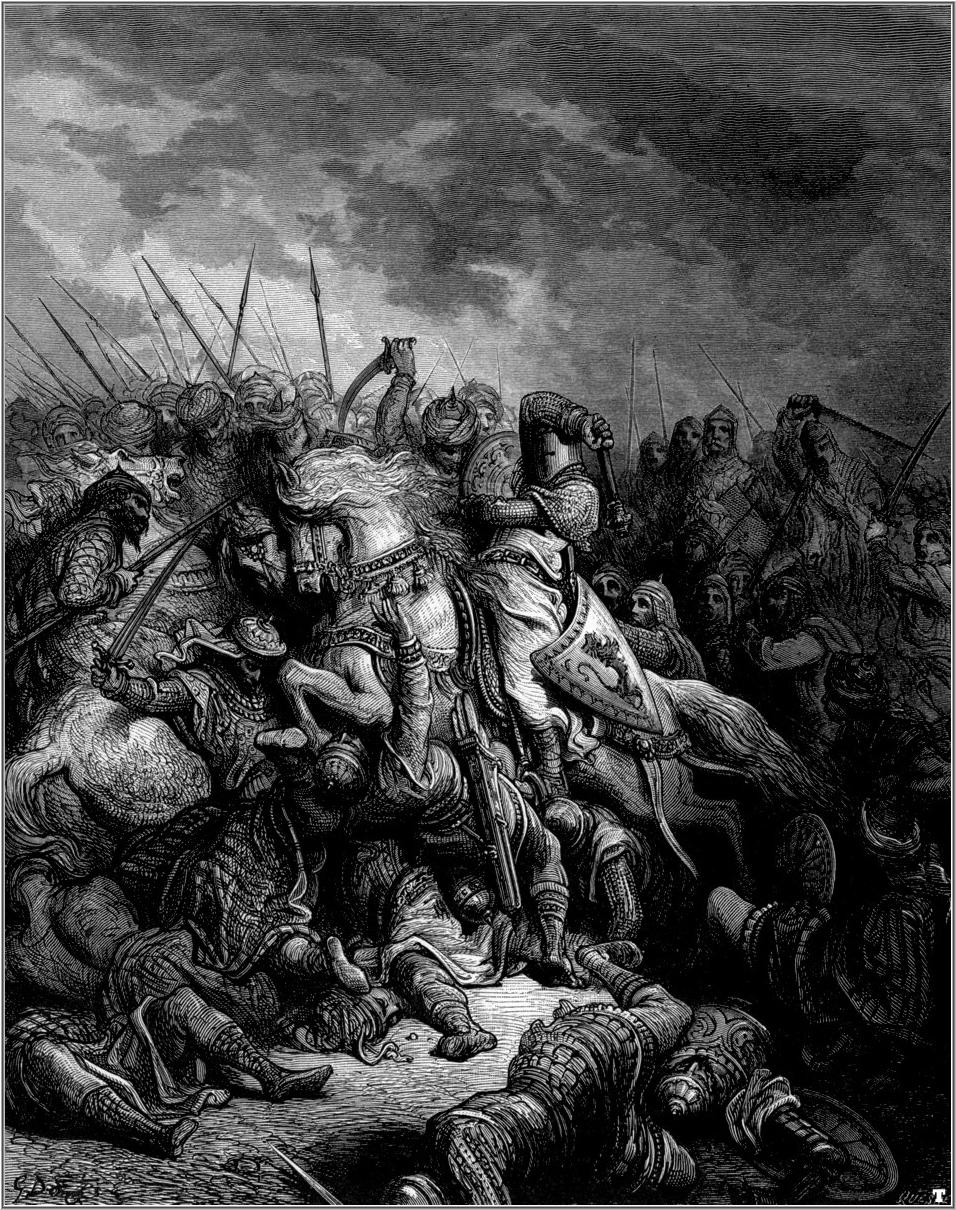
Richard et Saladin combattant à la bataille d'Arsouf en 1191. Gravure de Gustave Doré.

Saladin est contraint de se retirer à Ramla, sur la route de Jérusalem, d'où il guette les prochains mouvements des croisés. Richard poursuit son avancée jusqu'à Jaffa mais marque un temps d'arrêt pour reconstruire les fortifications de la ville et faire reposer ses hommes. L'armée de Saladin reste une menace pour les croisés et Richard refuse de s'aventurer plus avant. Le sultan en profite pour renforcer les défenses de Jérusalem et raser la ville d'Ascalon. Richard et Saladin entament alors des négociations en vue d'une trêve. Le roi d'Angleterre exige dans un premier temps la restitution de Jérusalem et de l'ensemble du territoire à l'ouest du Jourdain, ainsi que la Vraie Croix. Après avoir essuyé un refus, Richard propose un mariage entre sa sœur Jeanne et le frère de Saladin, Al-Adel, ainsi que la restitution des villes côtières récemment conquises. Le 8 novembre, Richard participe à un banquet organisé par Al-Adel à Lydda. En parallèle, des négociations sont menées entre Saladin et Conrad de Montferrat. Durant cette période, les combats entre les deux armées sont sporadiques ; Richard échappe néanmoins de justesse à une embuscade alors qu'il se livre à la fauconnerie.
Le 22 novembre 1191, l'armée de Richard gagne Ramla, préalablement rasée et vidée de ses habitants par Saladin,. Richard passe Noël à Latroun puis gagne la forteresse de Betenoble, à une vingtaine de kilomètres de Jérusalem. Les barons syriens et les maîtres du Temple et de l'Hôpital lui déconseillent néanmoins de mener un assaut contre la Ville sainte. La saison est mauvaise et ces derniers savent qu'ils ne pourront tenir Jérusalem une fois tous les croisés repartis.

« Ils disaient que même si la cité était prise, ce serait une entreprise fort périlleuse si elle n'était pas aussitôt peuplée de gens qui y demeurassent car les croisés, tous autant qu'ils étaient, dès qu'ils auraient fait leur pèlerinage, retourneraient dans leur pays, chacun chez soi, et une fois dispersés, la terre serait perdue à nouveau. »

— Ambroise, Estoire de la guerre sainte.
Le 20 janvier 1192, Richard et les restes de son armée reviennent à Ascalon, où ils demeurent près de quatre mois pour en reconstruire les fortifications,. Conrad refuse de lui venir en aide, tandis que le contingent français se replie à Saint-Jean-d'Acre. En difficulté financièrement, et à la tête d'une armée affaiblie, Richard entame de nouvelles négociations de paix avec Saladin. Afin de mettre définitivement un terme à la querelle entre Guy de Lusignan et Conrad de Montferrat, il convoque une assemblée de barons à Ascalon et invite ces derniers à se choisir un chef. Tous désignent le marquis de Montferrat et supplient Richard de l'établir comme roi. Richard envoie donc son neveu Henri de Champagne en ambassade à Tyr pour confier à Conrad le royaume de Jérusalem. Alors qu'il prépare la cérémonie de couronnement, ce dernier est subitement assassiné le 28 avril 1192 par deux ismaëliens. Pour ne pas laisser le royaume sans roi, sa veuve Isabelle est remariée quelques jours plus tard, le 5 mai 1192, à Henri de Champagne,.
Le 22 mai 1192, Richard s'empare de la forteresse de Daron. Il est renforcé peu après par les troupes françaises d'Henri de Champagne, qui l'enjoignent d'attaquer à nouveau Jérusalem. Richard reçoit au même moment de mauvaises nouvelles en provenance d'Angleterre : Jean, soutenu par des barons anglais et la complicité de Philippe Auguste, complote afin de s'emparer du royaume. Richard informe ses proches de son intention de quitter la Palestine. Il ne s'engage qu'à contrecœur dans cette nouvelle campagne. Après un séjour d'un mois à Beit Nouba et plusieurs escarmouches entre croisés et musulmans, Richard renonce et ordonne la retraite.
Le 26 juillet 1192, Richard est à Saint-Jean-d'Acre et prépare une nouvelle opération en direction de Beyrouth. Plus au sud, Saladin en profite pour attaquer Jaffa par surprise. Après cinq jours de siège et de bombardements, la ville cède et les Francs sont contraints de se replier vers la citadelle. Une barque est envoyée à Acre pour annoncer l'événement. Le 1er août, la citadelle est sur le point de céder lorsque Richard débarque avec une petite armée ainsi que l'appui de navires pisans et génois. Les troupes musulmanes sont repoussées et l'armée de Saladin prend la fuite jusqu'à Yazour. Les 4 et 5 août, une contre-offensive musulmane est de nouveau écrasée et Saladin est contraint de se replier vers Jérusalem. Les deux hommes débutent alors des pourparlers de paix qui se poursuivent pendant un mois. Le 2 septembre 1192, Richard signe avec Saladin le traité de Jaffa, une trêve de « trois ans, trois mois, trois jours et trois heures » autorisant les pèlerins chrétiens (y compris les croisés actuels en qualité de pèlerins sans armes) à visiter les Lieux saints sans avoir à payer de taxes ou droits, ni à subir de vexations. Richard fait également libérer les prisonniers chrétiens, notamment Guillaume de Préaux. Il refuse cependant de se rendre à Jérusalem, puisqu'il « n'a pu l'arracher des mains de ses ennemis ». Richard finit par rembarquer à Acre le 9 octobre 1192, en direction de l'Angleterre,.

#### Capture de Richard en Autriche

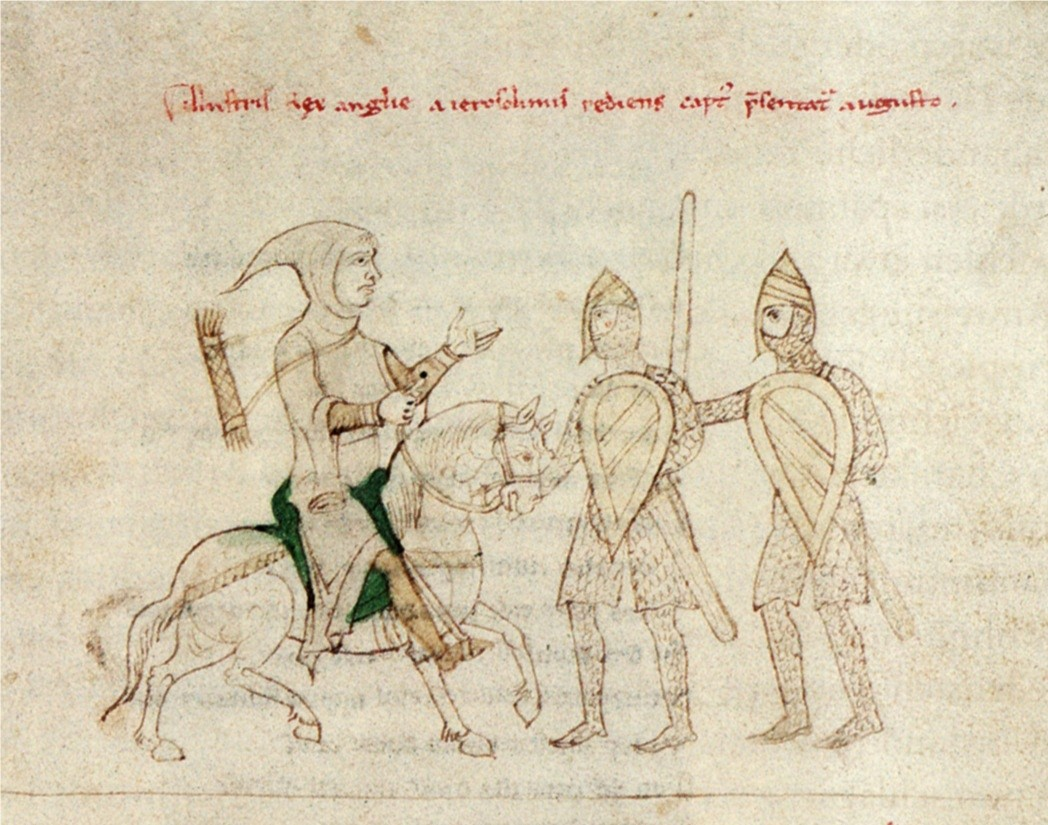
La capture de Richard à Vienne, miniature extraite du Liber ad honorem Augusti de Pierre d'Éboli.

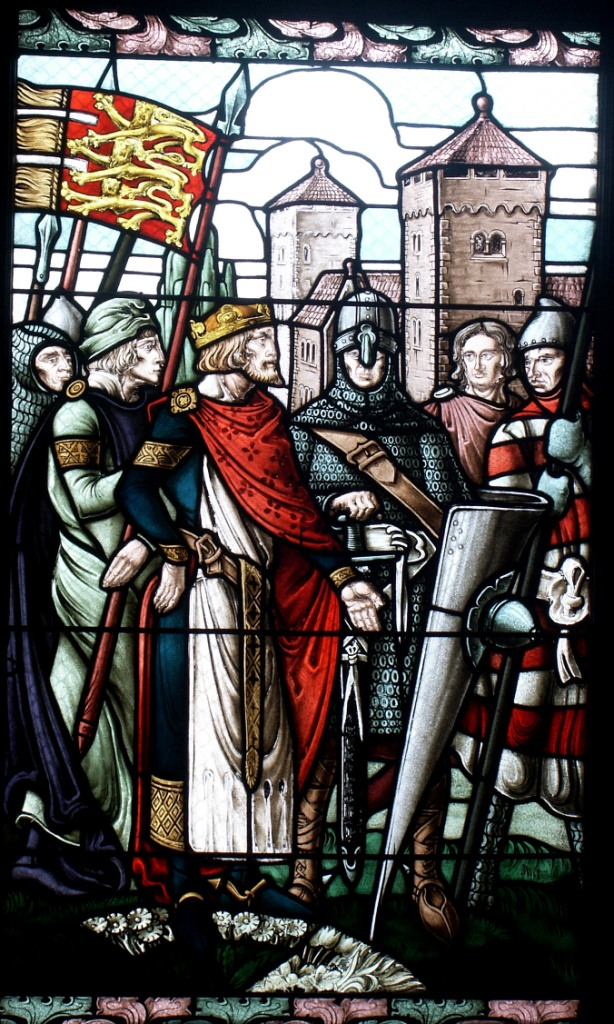
Comparution de Richard Cœur de Lion devant l'empereur Henri VI du Saint-Empire à Haguenau en 1193, vitrail de Léo Schnug, au Musée historique de Haguenau.

Le mauvais temps contraint d'abord Richard à faire escale sur l'île de Corfou, possession de l'Empire byzantin. Afin d'éviter d'être capturé, il se déguise en marchand puis monte à bord d'un bateau pirate qui le dépose près de Zara. Richard poursuit son voyage par voie terrestre à travers la Carinthie et l'Autriche, dans le but de rejoindre les terres de son beau-frère Henri le Lion. Le 21 décembre 1192, il est reconnu et arrêté alors qu'il effectue une halte dans une auberge de Vienne. Il est amené devant le duc Léopold d'Autriche, son ennemi depuis qu'il l'a humilié à Acre, qui le fait étroitement garder, nuit et jour, par des chevaliers en armes. Mais il n'est pas mis aux fers. Après un séjour de trois mois au château de Dürnstein, Richard est livré à l’empereur Henri VI contre la somme de soixante-quinze mille marcs d’argent ; il est ensuite détenu au château de Trifels. 
En mars 1193, Richard est conduit devant la diète d’empire à Spire pour être jugé. Il est de nouveau accusé du meurtre de Conrad et de trahison envers la Terre sainte. L'empereur fixe la rançon de Richard à cent cinquante mille marcs d’argent du poids de Cologne, soit 34 tonnes de ce métal. Bien que les conditions de sa captivité ne soient pas strictes, il est frustré par l’impossibilité de voyager librement. De cet emprisonnement est tirée la légende de Blondel,. En soutien de Richard, le pape Célestin III excommunie le duc Léopold, et menace d'interdit Philippe Auguste s'il tente de s'emparer des terres du roi d'Angleterre. Le roi de France s'empare néanmoins de la forteresse de Gisors en avril 1193. 
Aliénor d'Aquitaine parvient à faire libérer Richard, le 4 février 1194, contre le versement de cent mille marcs d’argent et la remise de plusieurs otages. Richard est par ailleurs contraint de devenir le vassal de l’empereur, avec le devoir de payer un tribut de cinq mille livres sterling par an. Richard et Aliénor gagnent ensuite Cologne, puis Anvers. Ayant appris la libération de Richard, Philippe Auguste aurait envoyé un message à Jean sans Terre : « Prenez garde, le diable est lâché. »

### Guerre contre Philippe Auguste
Le 13 mars 1194, Richard débarque au port de Sandwich et retrouve l'Angleterre, où il reçoit un bon accueil. Durant son absence, Jean sans Terre s'est allié au roi de France afin de récupérer les terres de son frère. Richard reprend immédiatement à son frère les forteresses de Nottingham et de Tickhill. Décidé à reprendre les territoires cédés par son frère au roi Philippe Auguste, Richard s'embarque pour la Normandie le 12 mai et confie le gouvernement du royaume à l'archevêque Hubert Gautier. Il ne reviendra plus en Angleterre.
Richard débarque à Barfleur, où il est accueilli avec enthousiasme par les Normands, puis gagne Lisieux. Il reçoit alors le ralliement de son frère Jean sans Terre, à qui il accorde son indulgence : « N'ayez crainte, Jean, vous êtes un enfant. Vous avez été en mauvaise garde. Ceux qui vous ont conseillé le paieront. » Richard se met ensuite en route pour Verneuil-sur-Avre, assiégée par Philippe Auguste. Richard campe à l'Aigle, non loin de Verneuil. Le roi de France, sentant qu'il ne pourra pas faire face à Richard, profite des fêtes de la Pentecôte pour lever le siège le 29 mai, abandonnant une partie de son camp et de son approvisionnement. Richard entre triomphalement à Verneuil le 30 mai. Dès lors, Richard a pour dessein de reprendre le contrôle des forteresses objet du traité signé en janvier entre Philippe et Jean, ou d'en empêcher la prise, car tous les gouverneurs n'ont pas accepté les clauses de ce traité. Il descend sur l'Anjou.
Le roi Philippe Auguste, après avoir abandonné le siège de Verneuil le 28 mai, se dirige vers Évreux d'où il chasse Jean et saccage la ville, sans même épargner l'église Saint-Taurin. Et tandis qu'il assiège et détruit le château de Fontaine puis Châteaudun, à la mi-juin, les troupes de Richard, aidées des contingents navarrais du frère de Bérengère, Sanche de Navarre, encerclent Loches et investissent le château sans grand succès. Richard, pour sa part, se trouve à Tours le 11 juin, où il impose amendes et confiscations aux bourgeois et aux chanoines ralliés au roi de France. Le 13 juin il rejoint ses troupes à Loches. La ville est prise d'assaut dès le lendemain. La prise de Loches est une grande victoire en raison de sa position stratégique. Richard peut alors en peu de temps pacifier la région et la rallier à lui.
Philippe talonne Richard le long de la Loire afin de réduire sa liberté de manœuvre. Les deux rois se rejoignent le 3 juillet, près de Vendôme. Le 4 juillet, tandis que Richard provoque son adversaire au combat à Fréteval, Philippe s'enfuit avec son armée. Richard engage la poursuite, laissant le reste de ses troupes sous le commandement de Guillaume le Maréchal. À l'approche de Richard, le roi de France abandonne ses bagages et se réfugie dans une église. Richard, le croyant devant lui, le pourchasse, aidé par Mercadier qui lui fournit une nouvelle monture. Selon Jean Flori, « Richard a, ce jour-là, réellement l'intention de tuer Philippe ou pour le moins de le faire prisonnier ». Il ne parvient pas à capturer son rival, mais s'empare de son camp, de son trésor et de ses archives. La perte du sceau royal et de nombreuses chartes et documents fiscaux et domaniaux, à Fréteval, serait à l'origine de la création des Archives royales. Cette bataille permet à Richard et à ses armées de prendre un ascendant certain ; il poursuit la pacification de l'Aquitaine, et soumet les barons révoltés. Dans une note à Hubert Gautier en date du 22 juillet, Richard résume ainsi les précédents combats :

« Sachez que, par la grâce de Dieu qui en toutes choses soutient le droit, nous nous sommes emparés de Taillebourg, de Marcillac et de tout le territoire de Geoffroi de Rancon ; aussi la ville d'Angoulême, Châteauneuf-sur-Charente, Montignac, Lachaise, tous les autres châteaux et tout le territoire du comte d'Angoulême ; nous avons capturé la ville et la citadelle d'Angoulême en une seule soirée ; nous avons pris en tout 300 chevaliers et 40 000 soldats. »

— Roger de Hoveden, Chronica magistri, 3.256–7.
Richard et Philippe signent une trêve le 23 juillet, favorable au roi de France puisqu'elle préserve le statu quo ; celle-ci se maintient jusqu'en juillet 1195. Des pourparlers de paix s'engagent à nouveau, mais ces derniers échouent à la suite de la destruction du château de Vaudreuil par Philippe. Richard gagne le Berry où il récupère le terrain conquis et s'empare d'Issoudun. En novembre, les opérations militaires se succèdent en Normandie et en Berry ; en décembre, une nouvelle trêve est signée.
En janvier 1196, Richard et Philippe signent un traité de paix favorable au roi d'Angleterre. Richard cède Gisors et le Vexin normand à Philippe, qui lui abandonne les différentes conquêtes qu'il a faites en Normandie et ses prétentions sur le Berry et l'Auvergne. Quelques mois après le traité, la guerre reprend en Normandie et Richard assiège Gaillon dont Lambert Cadoc est le châtelain. Du haut de la tour, Cadoc repère Richard et le blesse d'un trait d’arbalète : le trait atteint le roi au genou et tue son cheval. Ironiquement, c'est Richard lui-même qui avait recruté Lambert Cadoc au Pays de Galles ainsi que d'autres mercenaires gallois, afin de combattre le roi de France, mais une partie de ces Gallois, dont Lambert Cadoc, poussés par leur haine des Normands et des Saxons, ont fait défection et rejoint l'autre camp.

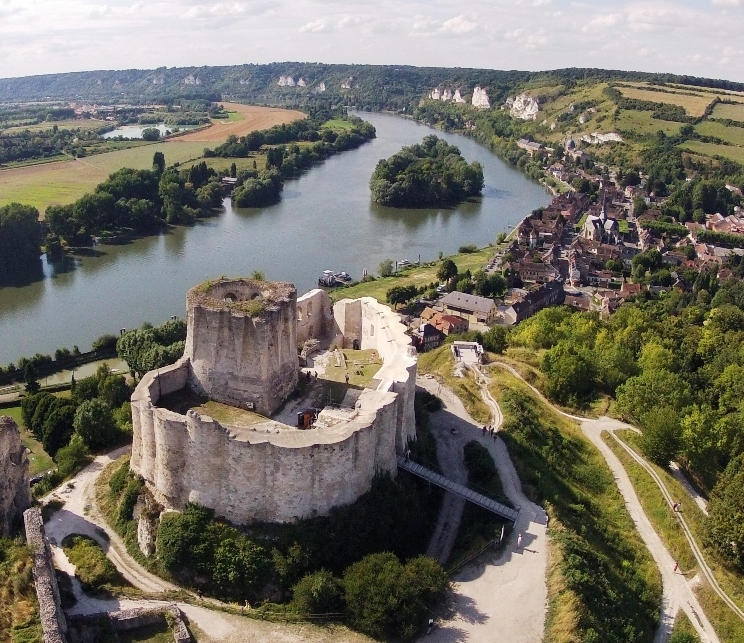
Château-Gaillard en Normandie, la forteresse tant voulue par Richard.

Après une courte trêve, la guerre reprend à l'été 1196. Richard envahit la partie du Vexin sous contrôle français. Battu devant Aumale, Richard fait construire une série de châteaux, dont Château-Gaillard, aux Andelys, dont il dirige lui-même les travaux. Il ordonne également la construction des châteaux de Radepont dans la vallée de l’Andelle, Montfort-sur-Risle dans la vallée de la Risle, Orival sur la roche Fouet surplombant la Seine en amont de Rouen au-dessus d’Elbeuf, et fait améliorer le château de Moulineaux surplombant la Seine en aval de Rouen. En parallèle, Richard sécurise son flanc sud en mariant sa sœur Jeanne avec le comte Raymond VI de Toulouse. Il parvient également à soustraire deux puissants alliés de Philippe, qui passent dans le camp anglais : Baudouin de Flandre et Renaud de Boulogne.

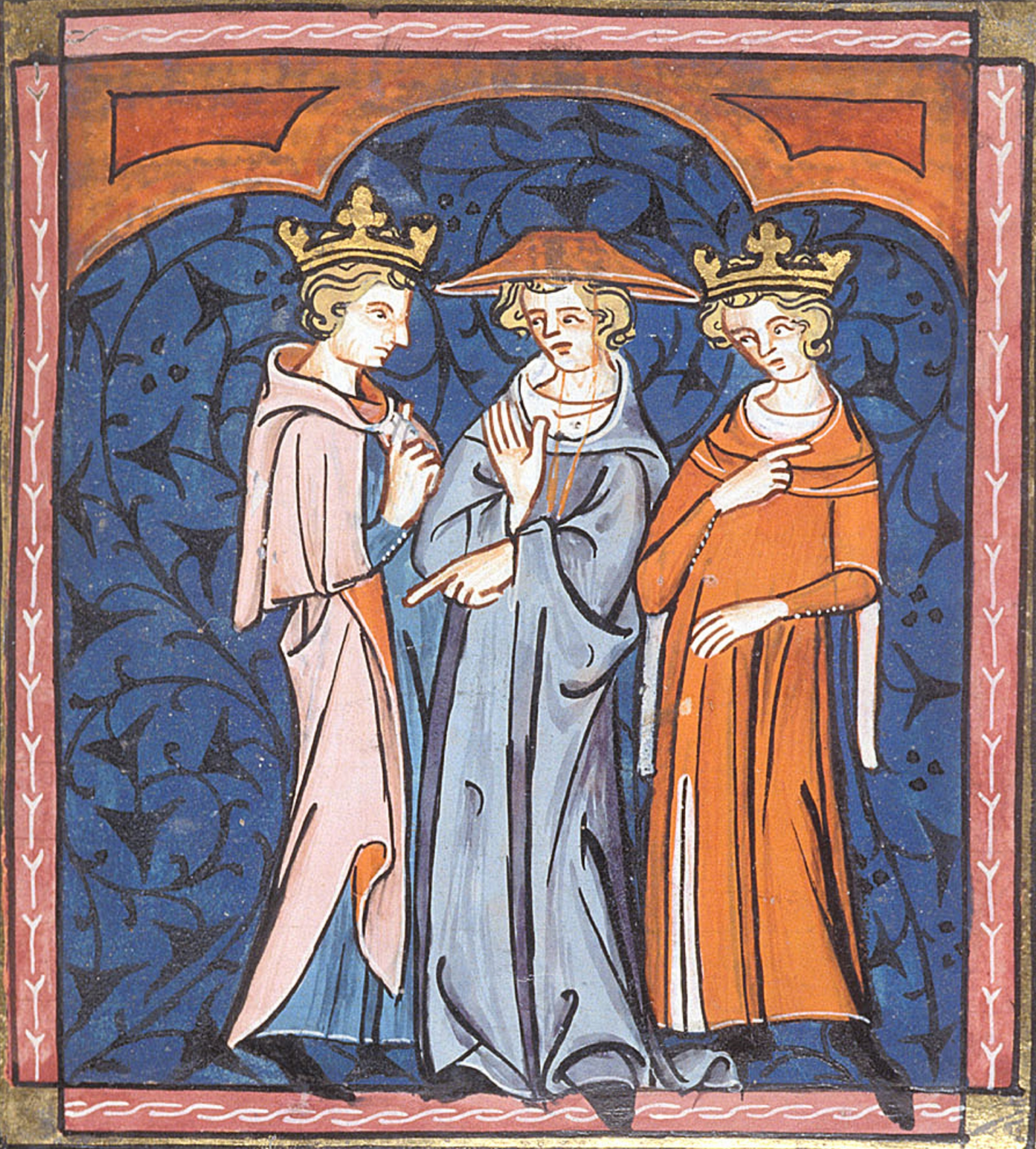
Médiation de Pierre de Capoue entre Richard et Philippe en 1199. Grandes chroniques de France.

La guerre reprend au printemps 1197, avec la capture de l'évêque Philippe de Dreux par les troupes de Mercadier. Philippe est contraint d'affronter le comte Baudouin devant Arras, tandis que Richard lance une offensive en Auvergne. Le roi d'Angleterre remporte de nouveaux succès diplomatiques en débauchant des vassaux de Philippe : les comtes Hugues de Saint-Pol, Baudouin de Guînes, Geoffroy du Perche et Louis de Blois. En septembre 1198, Richard bat une première fois Philippe Auguste entre Gamaches et Vernon, puis une deuxième fois le 27 lors de la bataille de Gisors. Le 13 janvier 1199, les deux rois signent une trêve de cinq ans favorable à Richard.

### Mort de Richard à Châlus

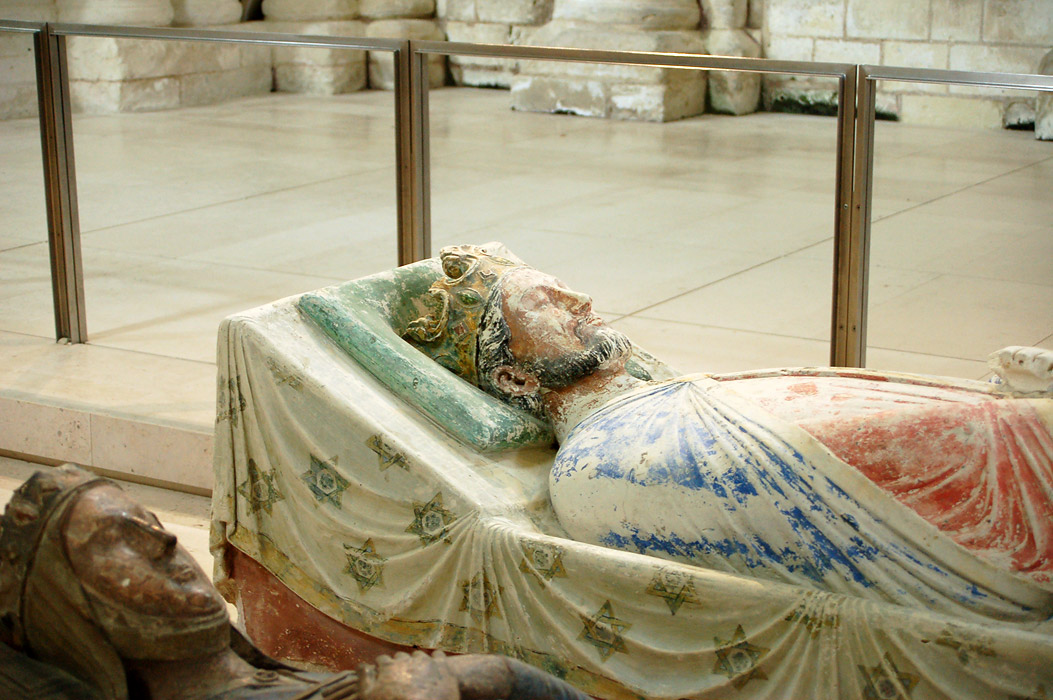
Gisant de Richard, à l’abbaye de Fontevraud.

Fort de ses réussites, Richard décide de pacifier l'aristocratie aquitaine. En mars 1199, une nouvelle révolte du comte d'Angoulême l'oblige à mener ses armées en Limousin. Le 23 mars 1199, Richard rejoint Mercadier au siège du château de Châlus-Chabrol, possession du vicomte Adémar V de Limoges, dont il est venu châtier la révolte et prendre les châteaux. Le 26, le roi est atteint à l'épaule par un carreau d'arbalète. L'auteur du tir n'est pas identifié avec certitude, les récits des chroniqueurs divergeant sur ce point. Roger de Hoveden, dans un récit très romancé, accuse le chevalier Bertrand de Gourdon, qui aurait été ensuite écorché par Mercadier, mais qui vit pourtant toujours en 1231, comme le démontre l'abbé Arbellot. De façon beaucoup plus certaine selon Jean Flori, Mathieu Paris, Raoul de Diceto et Bernard Itier (dans une note marginale de la Chronique de Geoffroy de Vigeois) ainsi que Roger de Wendover évoquent un petit noble local, Pierre Basile. Gervais de Canterbury est l'un des rares chroniqueurs à rendre Jean Sabraz responsable de la mort du roi. Guillaume le Breton, dans un récit qui tient plus du mythe que de l'histoire mentionne un certain Dudon,,,. Le carreau est retiré mais la gangrène s'installe. Les chroniqueurs s'accordent sur le fait que Richard, sur son lit de mort, fait venir l'auteur du trait mortel, lui accorde son pardon et demande qu'il soit épargné. Richard meurt le 6 avril 1199, onze jours après sa blessure, au château de Châlus, qui est tombé entre-temps. Aliénor se trouve à son chevet, arrivée à temps pour assister aux derniers instants du roi, son fils.
Son corps est inhumé en l’abbaye de Fontevraud, le 11 avril 1199 (dimanche des Rameaux), avec les honneurs royaux, par l'évêque de Lincoln. Aliénor commande alors un gisant polychrome, daté d'environ 1200 par les historiens de l'art et les archéologues. Son cœur embaumé est enfermé dans un reliquaire et enterré dans un tombeau, surmonté plus tard d'un gisant à son effigie, en la cathédrale de Rouen, et ses entrailles sont déposées en l'église du château de Châlus-Chabrol. Cette partition du corps (dilaceratio corporis, « division du corps » en cœur, entrailles et ossements) avec des sépultures multiples est une pratique initiée au milieu du XIe siècle par les chevaliers et souverains du royaume d'Angleterre et du Saint-Empire romain germanique morts en croisade ou loin du lieu de sépulture qu'ils avaient choisi.
Selon Roger de Hoveden, Philippe de Cognac, fils illégitime supposé de Richard, aurait vengé la mort de son père en assassinant Adémar de Limoges,.
En mai 1199, Jean succède à Richard sur le trône d’Angleterre. Les barons d'Anjou, du Maine et de Touraine le rejettent initialement, lui préférant Arthur de Bretagne, neveu de Richard et Jean, dont les droits sont juridiquement meilleurs que les siens.

## Autour de Richard

### Caractère et réputation

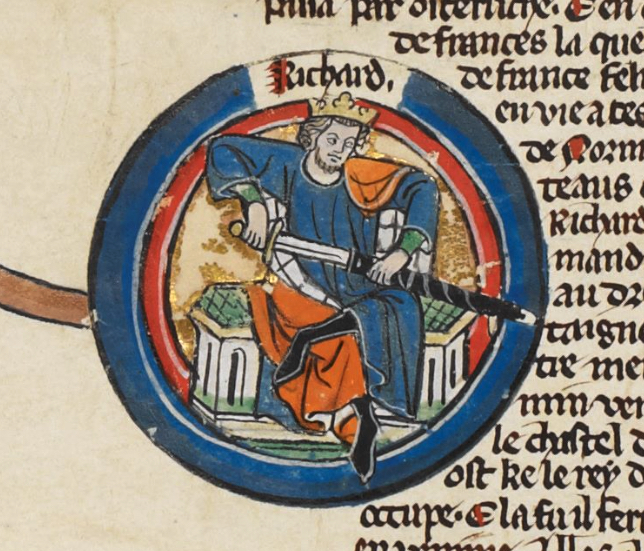
Richard Cœur de Lion d'après une miniature du XIIIe siècle.

Richard reçoit de Bertran de Born le surnom de Oc e no en raison de son impulsivité. Sa vie est marquée par de nombreux retournements de conduite, et par la prise soudaine de résolutions contraires. Après avoir mené de nombreuses actions contre son père, il part en guerre avec la même résolution contre ses anciens partisans. Il tient probablement ce trait de caractère de son père Henri II, qui était également impulsif et violent. Pour John Gillingham, le surnom Oc e no renvoie au contraire à la détermination de Richard et à son esprit de décision.
La réputation de courage et de vaillance qui lui valut le surnom de Cœur de Lion est apparue très tôt, sans doute dès la troisième croisade. Ambroise, dont l’Estoire de la guerre sainte fut rédigée du vivant de Richard, raconte les faits d'armes du « preuz reis, le quor de lion ». Ce surnom apparaît également dans une notice nécrologique rédigée par le chroniqueur Bernard Itier. Plus d'un demi-siècle plus tard, la réputation de Richard est encore vivace en Terre sainte ; ainsi Jean de Joinville :

« Le roi Richard fit tant d'exploits outre-mer la fois où il y fut que, quand les chevaux des Sarrasins avaient peur de quelque buisson, leurs maîtres leur disaient : “Crois-tu, faisaient-ils à leurs chevaux, que ce soit le roi Richard d'Angleterre ?” Et quand les enfants des Sarrasines criaient, elles leur disaient : “Tais-toi, tais-toi, ou j'irai chercher le roi Richard, qui te tuera !” »

— Jean de Joinville, Vie de Saint Louis, 558.
Cette réputation de bravoure est partagée par les sources musulmanes. Selon Ibn al-Athîr, un historien arabe du XIIIe siècle, Richard fut « l'homme le plus remarquable de son temps par sa bravoure, sa ruse, son activité, sa patience. À cause de lui les Musulmans furent éprouvés par une calamité qui n'avait pas sa pareille. » Bahā' ad-Dīn, le biographe de Saladin, décrit également Richard comme « un homme très puissant, de grand courage et de cœur élevé ». Il note aussi que le roi d'Angleterre fut « inférieur au roi de France par son royaume et par son rang », mais « supérieur en richesses, plus fameux et plus preux dans la bataille ».

### Richard et les arts
Richard est un mécène, protecteur des troubadours et trouvères de son entourage, car il a plus que ses frères d'immenses ressources matérielles à sa disposition. Élevé à la cour de Poitiers, auprès de sa mère, il montre un goût prononcé pour la chose littéraire. Il est également poète,. Il est lui-même intéressé par l'écriture et la musique et on lui attribue deux poèmes qui nous sont parvenus. Le premier est un serventois en langue d’oïl, Dalfin je us voill desrenier, le second est une complainte (dite rotrouenge) en langue d'oc, Ja nus homs pris,. Pour Martin Aurell, au vu des dernières recherches de Charmaine Lee, et contrairement à ce qu'affirmait Pierre Bec, nous savons maintenant que cette chanson a été écrite en langue d'oïl, et la tradition manuscrite le prouve. Richard compose cette chanson dédiée à sa « comtesse-sœur », Marie de Champagne, durant sa triste captivité en Allemagne. Selon Jean Flori cette complainte « fournit à la postérité une nouvelle image de cet homme aux talents multiples, roi, chevalier, poète et troubadour » :
| Ja nuls hom pres par Richard (en langue d'oc) I Ja nuls hom pres non dira sa razon, Adrechament, si com hom dolens non; Mas per conort deu hom faire canson. Pro n'ay d'amis, mas paure son li don; Ancta lur es si, per ma rezenson, Soi sai dos ivers pres. ... V Suer comtessa, vostre pretz soberain, Sal Dieus, e gart la bela qu'ieu am tan, Ni per cui soi ja pres. | Ja Nus Hons Pris (en langue d’oil) I Ja nuls homs pris [prisonnier] ne dira sa raison, Adroitement, s'ainsi com dolans non [comme ceux qui ne souffrent pas] ; Mais par confort puet il faire chançon. Molt ai d'amis, mais povre sont li don : Honte en auront, se por ma reançon Sui ces deux hivers pris. ... VII Contesse suer, vostre pris souverain, Vos salt et gart cil a cui je me claim Et par cui je sui pris. |  |

### Robin des Bois
La légende de Robin des Bois, d'abord située sous le règne d'Édouard II (vers 1322), est déplacée pour la première fois par John Major en 1521, pour la situer au règne de Richard Ier. En outre, il n'y a pas de certitude historique sur Robin, qui peut avoir vécu au XIIe siècle, au XIIIe ou XIVe siècle. C'est donc bien plus tard qu’est établi un lien entre les deux hommes, en affirmant que le but poursuivi par Robin est de restaurer Richard sur le trône usurpé par le prince Jean lors de la captivité de Richard, entre 1192 et 1194, alors qu'en réalité Richard n'avait guère plus de soutien populaire en Angleterre que son frère Jean.

### Sexualité
L’amitié entre Philippe Auguste et Richard, qui se connaissaient depuis l'enfance, a parfois été assimilée à une relation homosexuelle, notamment par l'historien britannique John Harvey, en 1948. Pour l'historien britannique John Gillingham, biographe de Richard Cœur de Lion, cette idée d'un roi homosexuel, apparue au XXe siècle, s'appuie sur des interprétations anachroniques des éléments connus. Pour lui, la sexualité de Richard ne peut être établie avec certitude. Pour l'historien William E. Burgwinkle, le fait qu'il n'y ait pas de preuves formelles de son homosexualité ne doit pas pour autant faire conclure à son hétérosexualité.
Certains chroniqueurs du XIIe siècle, notamment Benoît de Peterborough, parlent d'« amour » entre les deux jeunes hommes qu'étaient alors Richard et Philippe Auguste, et soulignent qu'ils partageaient le même lit. Ce lien très fort unissant les deux hommes est définitivement brisé peu après et se transforme en haine.
Quoi qu'il en soit, ses contemporains le supposent hétérosexuel. L'historien Jean Flori n'adhère pas à la thèse d'un roi homosexuel. Pour lui, conclure à une relation homosexuelle relève d'une interprétation trop « moderne » du terme « amour » et il ajoute que partager le même lit « n'avait pas alors la connotation sensuelle qu'on peut y déceler aujourd'hui ». Toutefois, sur la base des récits des pénitences de Richard en 1191 et 1195 pour des péchés de sodomie et de bougrerie, Jean Flori conclut à la probabilité d'une bisexualité. Pour l'historien William E. Burgwinkle, rien dans les chroniques contemporaines ne permet d'affirmer qu'en dehors de la forte affection qu'il avait à l'égard de Philippe Auguste, Richard ait été épris de quiconque, homme ou femme.
À 34 ans, sous la pression de sa mère, Richard épouse Bérengère de Navarre. Le couple se voit très rarement et ce mariage est avant tout un mariage de convenance. D'après le chroniqueur contemporain Roger de Hoveden, après l'avertissement d'un ermite et étant tombé subitement malade, Richard fait pénitence pour s'être éloigné de sa femme et se réconcilie charnellement avec elle. Il ne montre toutefois aucune volonté visible de concevoir un héritier.
Le chroniqueur contemporain Benoît de Peterborough accuse aussi Richard de viols sur des femmes du peuple. Pour Burgwinkle, un viol n'est pas l'indication d'un désir sexuel pour les femmes mais un désir de contrôle et dans le cas de Richard, certainement un contrôle politique. Sa conclusion est qu'affirmer que Richard Cœur de Lion était hétérosexuel est illusoire.
Richard a un fils illégitime, Philippe de Cognac, avec une maîtresse inconnue. Ce dernier épouse Amélie de Cognac († 1199), fille d'Itier, seigneur de Cognac, Villebois et Jarnac. Philippe de Cognac aurait vengé son père en assassinant, en 1199, Adémar V de Limoges.